# Rigsfællesskabet
Rigsfællesskabet eller Det Danske Rigsfællesskab (eller rigsenheden) beskriver den administrative opdeling af Det Danske Rige, omfattende rigsdelene Danmark, Færøerne og Grønland. Rigsfællesskabet udgør Kongeriget Danmark, hvor alle tre rigsdele indgår i et konstitutionelt monarki under det danske kongehus, for øjeblikket personificeret ved Kong Frederik 10.[kilde mangler]

## Udvikling
Historisk set er rigsfællesskabet en rest fra tvillingriget Danmark-Norge. Tvillingriget blev i 1814 efter tabet af Norge til helstaten, der indtil 1864 bestod af Kongeriget Danmark, tre hertugdømmer, to bilande og fem kolonier. De to hertugdømmer Slesvig og Holsten blev da forvaltet af det Slesvig-Holstenske Kancelli i København, som imidlertid ikke var underlagt det Danske Kancelli og derfor ikke var et hjemmestyre, men ligeværdigt. En væsentlig forskel er at helstaten bestod af formelt selvstændige dele (i hvert fald Holsten var et selvstændigt hertugdømme), som var bragt sammen i en union. Der var ingen slesvigske eller holstenske medlemmer af det daværende danske folketing, i modsætning til dagens ordning, hvor to folketingsmedlemmer vælges på hver Grønland og Færøerne. Rigsfællesskabet består derimod af formelt integrerede dele af kongeriget, som er bevilget selvstyre.[kilde mangler]

## Statsretlig stilling
Danmarks rigsfællesskab er et uofficielt begreb der ikke nævnes i nogen lov. Det er ikke et samarbejde mellem flere ligestillede enheder sådan som det britiske Commonwealth eller den gamle union mellem kongerigerne Danmark og Norge. Det er heller ikke en forbundsstat.
Færøerne og Grønland er ifølge Grundloven dele af det danske rige og underlagt dansk myndighed, men Folketinget har uddelegeret ansvarsområder til selvstyret i de to områder. Der er altså tale om én stat, hvor de særlige færøske og grønlandske myndigheder har meget store beføjelser, mens regionale myndigheder i det egentlige Danmark har ret begrænset magt.
Denne konstruktion er blevet kritiseret af nogle grønlandske og færøske politikere der ønsker fuld selvstændighed eller − som udgangspunkt − en forhandling mellem suveræne nationer om den fremtidige status.

## Befolkning og areal
| Rigsdel  | Indbyggertal | Areal (km²)                   | kystlinie | Befolkningstæthed (indbyggere pr. km²) |
| Danmark  | 5.827.4636   | 43.094                        | 7.310     | 126                                    |
| Færøerne | 55.357       | 1.399                         | 1.100     | 34                                     |
| Grønland | 57.600       | 2.175.600 (410.000 er isfrit) | 44.000    | 0,026 (0,14)                           |
| Total    | 5.935.420    | 2.220.093                     | 51.410    |                                        |

## Skabelsen af hjemmestyret
Færøerne opnåede hjemmestyre i 1948 og Grønland fik ligeledes hjemmestyre i 1979. Der er blevet overdraget flere samfundsopgaver fra den danske stat til de respektive myndigheder i de to lande, siden selvstyrernes oprettelse. Udenrigsforholdet og forsvaret af landene bliver stadigvæk varetaget af staten. 
Endvidere er der et årligt økonomisk bloktilskud til henholdsvis Færøernes og Grønlands selvstyre. De to lande er sikret deltagelse i rigsfællesskabet ved, at fire folketingsmedlemmer er valgt af befolkningerne fra Færøerne og Grønland. Fordelingen af folketingsmedlemmer er ligeligt fordelt. 

### Selvstyrernes opgaver
Rigsfællesskabet betyder også at folkeskolerne i landene skal undervise i dansk. Dansk lovgivning skal forelægges myndighederne i landene, inden lovene kan sættes i kraft på Færøerne og Grønland. Landsstyret driver blandt andet vej-, telefon- og postvæsenet og skolerne.

## Rigsombudsmand
Staten Danmarks øverste repræsentanter på Færøerne og Grønland er Rigsombudsmanden, som er bindeleddet mellem henholdsvis Færøernes hjemmestyre og Grønlands selvstyre og rigsmyndighederne. Rigsombudsmanden har sæde i Færøernes og Grønlands parlamenter og har adgang til at deltage i forhandlinger om alle fællesanliggender, dog uden stemmeret.
Rigsombuddet er en institution, som er underlagt det danske statsministerium. Rigsombudsmanden administrerer som overøvrighed familieretlige anliggender på Færøerne og i Grønland.
- Færøernes rigsombudsmand er i dag Lene Moyell Johansen[4]
- Grønlands rigsombudsmand er i dag Julie Præst Wilche[5]

## Internationalt
I verdenssamfundet er Grønland og Færøerne i stigende grad uafhængige spillere og de har medindflydelse på udenrigspolitiske emner, der har en speciel interesse for landene. Men stadigvæk administrerer det danske udenrigsministerium landenes forhold til omverden. Ved internationale forhandlinger, der vedrører Færøerne eller Grønland, sidder repræsentanter for selvstyret ofte med ved bordet. Både Færøerne og Grønland er medlemmer af Nordisk Råd. De har hver to pladser, som tildeles ud af Danmarks 20 pladser. De er ikke selvstændige medlemmer af FN, OECD og WTO, men er også omfattet af disse organisationer i kraft af Danmarks medlemskab og Danmark lægger ofte en politisk strategi ud fra Rigsfællesskabets interesser end nationale interesser i udenrigspolitiske områder såsom hvalfangst, fiskeri og geopolitiske emner. 

### Færøerne
Færøerne er ikke medlem af EU, men har en samhandelsaftale med EU. 

### Grønland
På grund af Grønlands status som et dansk amt i 1973, blev Grønland automatisk medlem af EF, selvom øen havde stemt nej, modsat Danmark, til folkeafstemningen om Danmark indtrædelse i Det Europiske Fællesskab. Men med hjemmestyrets oprettelse i 1979, arbejdede Grønland på at træde ud af EF, hvilket Grønland gjorde i 1985.